# Setge de Perpinyà (1542)
El Setge de Perpinyà de 1541 fou una de les batalles de la quarta guerra entre el Regne de França i les Espanyes del segle xvi.

## Antecedents
Durant el segle xvi es van lliurar diferents guerres entre l'imperi de Carles V i el Regne de França per establir la preeminència a Europa. El 1542, Francesc I de França preparava la guerra contra Carles V, amb una aliança amb l'Imperi Otomà, Dinamarca i Suècia, i Francesc I de França va preparar cinc exèrcits, un dels quals havia d'atacar el Rosselló i va acordar amb Solimà I el Magnífic l'obertura dels ports de Marsella i Toló a les flotes otomanes, i les flotes turques podien castigar el litoral català des de més a prop.

## El setge
El delfí de França i Claude d'Annebault van assetjar Perpinyà amb 40.000 peons, 2.000 homes d'armes i 2.000 genets de cavalleria lleugera. L'enginyer que dirigia el setge, Girolamo Marini va ignorar els informes i va concentrar els atacs en un punt fort de la muralla, i l'avanç en els treballs s'allargà un mes, mentre les tropes havien d'acampar en un terreny moll per les pluges de la tardor.
Les tropes imperials comandades pels capitans Cervellon i Machichaco, que en una sortida van inutilitzar l'artilleria francesa que atacava les muralles, van resistir fins a l'arribada de l'exèrcit de Fernando Álvarez de Toledo y Pimentel, duc d'Alba, i el sometent aixecat a Catalunya, cosa que provocà la retirada del delfí de França.

## Conseqüències
El 1544 la Pau de Crepy, que va posar fi a les lluites entre Carles I de Castella i Francesc I, els quals es van aliar contra els otomans. Les naus otomanes van tornar a Constantinoble, tot vorejant i saquejant les costes italianes.